# Гомланж
Гомла́нж (фр. Gomelange) — коммуна во французском департаменте Мозель региона Лотарингия. Относится к кантону Буле-Мозель.

## Географическое положение
Гомланж расположен в 26 км к северо-востоку от Меца. Соседние коммуны: Анзелен на севере, Оллен и Ремельфан на северо-востоке, Вальмэнстер и Вельвен на востоке, Оттонвиль на юго-востоке, Эбланж на юге, Меганж на юго-западе, Пибланж и Эстроф на северо-западе.

## История
- Раннее название — Gelminga.
- Коммуна бывшего герцогства Лотарингия.
- Деревня была отдана аббатству Фрестрофа в 1130 году.

## Демография
По переписи 2008 года в коммуне проживало 544 человека.

## Достопримечательности
- Экомузей «Старинный дом 1710 года в Гомланже».
- Следы древнеримского тракта.
- Остатки древнеримской усадьбы.
- Мельница 1264 года.
- Бункер Беренбаш линии Мажино.
- Церковь Сен-Мартен 1783 года, алтарь XVIII века, барельеф святого Мартена 1782 года, статуи XVIII века. Орган церкви 1870 года, памятник истории.